# Maria Anna Adamberger
Maria Anna Adamberger née Jacquet, le 23 octobre 1752 à Vienne et morte le 5 novembre 1807 dans la même ville, est une actrice autrichienne. Elle est surtout connue pour avoir créé plusieurs rôles dans diverses comédies, alors que sa sœur Katharina Adamberger préférait les rôles tragiques. Heinrich Joseph von Collin et d'autres auteurs ont composé des pièces pour elle.

## Biographie
Son père l'a fait jouer encore enfant dès 1760. En 1768, elle est devenue membre de la Hofbühne. Au début, elle a essayé de jouer dans des pièces tragiques, mais a ensuite changé pour la comédie. Elle a joué à la Hofbühne jusqu'en 1798. Le 22 février 1804, elle est montée sur scène pour la dernière fois, puis s'est retirée et est décédée le 5 novembre 1807.
Elle était la fille de Mario Jacquet, acteur autrichien de la cour, l'épouse du ténor Valentin Adamberger (qu'elle a épousé en 1781) et la mère de l'actrice Antonie Adamberger. 
En 1786, elle a joué avec son mari en tenant le rôle de madame Vogelsang lors de la création de Der Schauspieldirektor de Mozart.